# Eclipse Island (ö i Australien, Queensland)
Eclipse Island (engelska: Garoogubbee Island) är en ö i Australien. Den ligger i kommunen Palm Island och delstaten Queensland, omkring 1 200 kilometer nordväst om delstatshuvudstaden Brisbane. Arean är 0,19 kvadratkilometer. Den sträcker sig 0,6 kilometer i nord-sydlig riktning, och 0,6 kilometer i öst-västlig riktning.